# Mustansiriya Universitet
Mustansiriya Universitet (arabisk: الجامعة المستنصرية) ligger i Bagdad, Irak. Det oprindelige universitet på stedet blev etableret i 1233 og var dermed det ældste universitet i Irak.
| Skole | Spire Denne artikel om en skole, en uddannelsesinstitution eller uddannelse er en spire som bør udbygges. Du er velkommen til at hjælpe Wikipedia ved at udvide den. |

33°22′01″N 44°23′59″Ø / 33.3669473°N 44.3996353°Ø